# Brachyusa alutacea
Brachyusa alutacea är en skalbaggsart som först beskrevs av Thomas Casey 1911.  Brachyusa alutacea ingår i släktet Brachyusa och familjen kortvingar. Inga underarter finns listade i Catalogue of Life.